# Megalobulimus

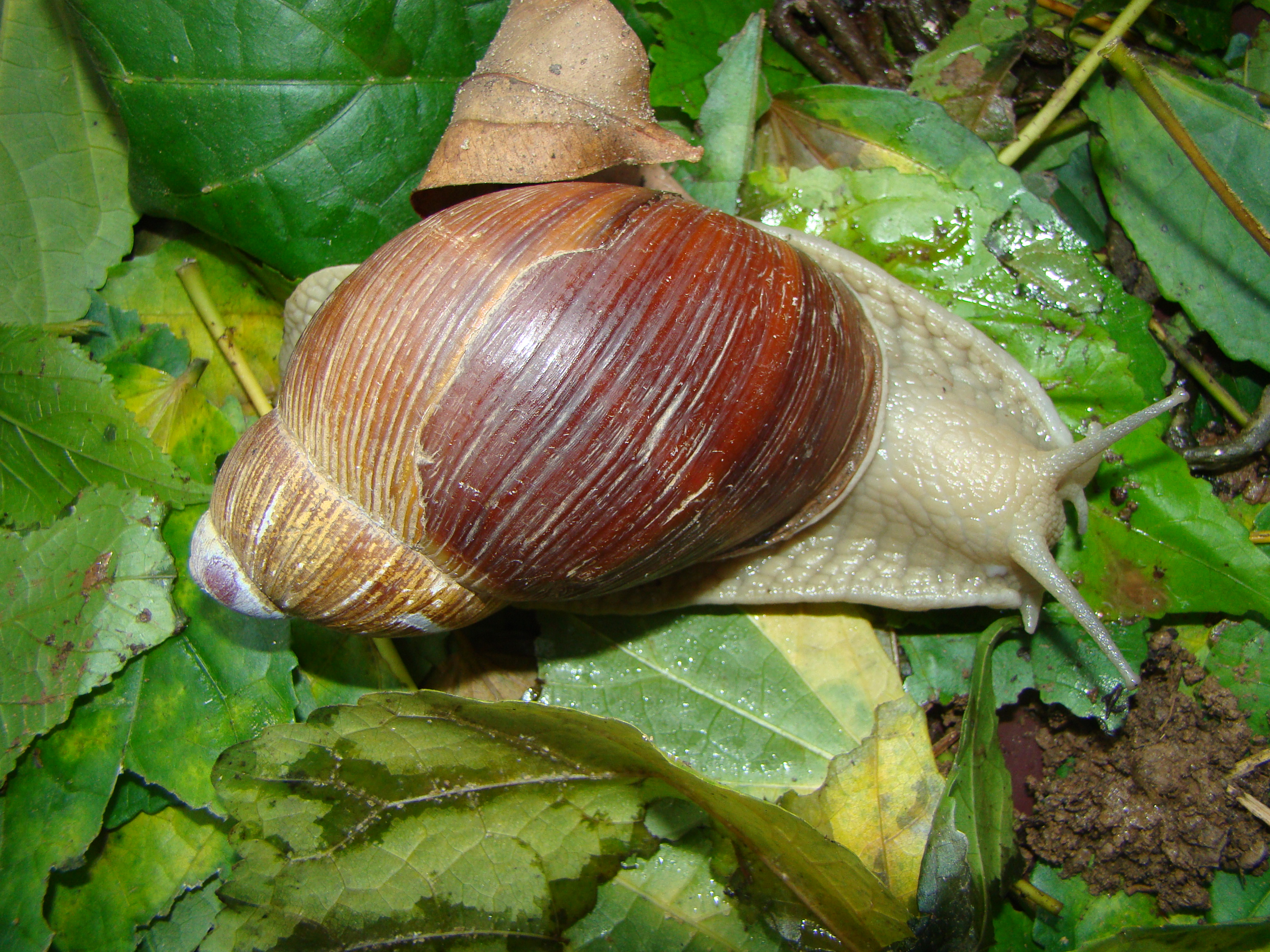
Espécimen de Megalobulimus paranaguensis de Santos, São Paulo, Brasil.

Megalobulimus es un género que comprende al menos 67 especies de gastrópodos terrestres pulmonados de la familia Megalobulimidae y el cual presenta amplia distribución en América.
Se trata de megamoluscos, forma en que se denomina a los caracoles mayores a cuatro centímetros de longitud total. Dentro de este género incluye algunos de los caracoles terrestres de mayor tamaño del mundo y son los más grandes de Sudamérica, pudiendo alcanzar algunas especies, como M. popelairianus de Ecuador y Bolivia, los 163 mm de tamaño máximo. 

## Distribución
Este género es endémico de regiones tropicales y subtropicales de América del Sur, y se distribuye entre los países de Colombia, Venezuela, Ecuador, Perú, Bolivia, Paraguay, Uruguay, Brasil, y Argentina, llegando incluso con dos especies al Caribe. En el Amazonas occidental es donde se encuentran la mayor cantidad de especies, y en Perú se ha registrado el número más alto de especies endémicas.

## Etología y otras características
Los Megalobulimus se caracterizan por presentar hábitos nocturnos, ya que suelen permanecer enterrados en el suelo u hojarasca durante el día y en periodos de estivación. Son hermafroditas sin autofecundación, y producen por año entre 10 y 18 huevos, que ponen bajo tierra a más de 5 cm de la superficie. El periodo de incubación es de entre 60 y 90 días. Tienen un ciclo de vida largo, alcanzan la madurez sexual alrededor de los tres años y algunas especies pueden llegar a vivir hasta 20 años.

## Especies
Este género está constituido por las siguientes especies:
- Megalobulimus abbreviatus (Bequaert, 1948)
- Megalobulimus albescens (Bequaert, 1948)
- Megalobulimus albus (Bland & Binney, 1872)
- Megalobulimus arapotiensis Lange-de-Morretes, 1952
- Megalobulimus auritus (Sowerby, 1838)
- Megalobulimus bereniceae (Lange-de-Morretes, 1952)
- Megalobulimus bertae Lange-de-Morretes, 1952
- Megalobulimus bronni (Pfeiffer, 1847)
- Megalobulimus capillaceus (Pfeiffer, 1855)
- Megalobulimus cardosoi (Lange-de-Morretes, 1952)
- Megalobulimus chionostoma (Mörch, 1852)
- Megalobulimus conicus (Bequaert, 1948)
- Megalobulimus elongatus (Bequaert, 1948)
- Megalobulimus foreli (Bequaert, 1948)
- Megalobulimus fragilion (Ihering, 1901)
- Megalobulimus garbeanus (Leme, 1964)
- Megalobulimus globosus (Martens, 1876)
- Megalobulimus grandis (Martens, 1885)
- Megalobulimus granulosus (Rang, 1831)
- Megalobulimus gummatus (Hidalgo, 1870)
- Megalobulimus haemastomus (Scopoli, 1786)
- Megalobulimus hector (Pfeiffer, 1857)
- Megalobulimus intertextus (Pilsbry, 1895)
- Megalobulimus klappenbachi (Leme, 1964)
- Megalobulimus leonardosi (Lange-de-Morretes, 1952)
- Megalobulimus lichtensteini (Albers, 1854)
- Megalobulimus lopesi Leme, 1989
- Megalobulimus maximus (Sowerby, 1825)
- Megalobulimus mogianensis Simone & Leme, 1998
- Megalobulimus musculus (Bequaert, 1948)
- Megalobulimus nodai Lange-de-Morretes, 1952
- Megalobulimus oblongus (Müller, 1774)
- Megalobulimus oliveirai (Bequaert, 1948)
- Megalobulimus oosomus (Pilsbry, 1895)
- Megalobulimus ovatus (Müller, 1774)
- Megalobulimus parafragilior Leme & Indrusiak, 1990
- Megalobulimus paranaguensis (Pilsbry & Ihering, 1900)
- Megalobulimus pergranulatus (Pilsbry, 1901)
- Megalobulimus pintoi Lange-de-Morretes, 1952
- Megalobulimus popelairianus (Nyst, 1845)
- Megalobulimus proclivis (Martens, 1888)
- Megalobulimus pygmaeus (Bequaert, 1948)
- Megalobulimus riopretensis Simone & Leme, 1998
- Megalobulimus rolandianus Lange-de-Morretes, 1952
- Megalobulimus sanctipauli (Ihering & Pilsbry, 1900)
- Megalobulimus terrestris (Spix, 1827)
- Megalobulimus torii Lange-de-Morretes, 1937
- Megalobulimus valenciennesii (Pfeiffer, 1842)
- Megalobulimus vestitus (Pilsbry, 1926)
- Megalobulimus wohlersi Lange-de-Morretes, 1952
- Megalobulimus yporanganus (Ihering & Pilsbry, 1901)

## Usos humanos
Los caracoles Megalobulimus han sido utilizados de diversas formas por las poblaciones humanas del pasado con las que compartían hábitats. Los usos van desde su aprovechamiento como alimento o para fines medicinales y cosméticos. En el Amazonas es donde principalmente se los ha usado como alimento por parte de las poblaciones cazadoras recolectoras que allí viven. Estos caracoles constituyen una importante fuente de gran valor nutricional. Además, sus partes blandas y las conchas maceradas también han sido utilizadas como medicina tradicional, ya sea para tratar el asma, para quemaduras o hemorroides, entre otros usos. Por ejemplo, se las ha utilizado en la etnomedicina tradicional del noroeste de Argentina, cuando los bebés son hiperactivos y no pueden dormir bien, entonces se aconseja poner una concha debajo de la almohada.

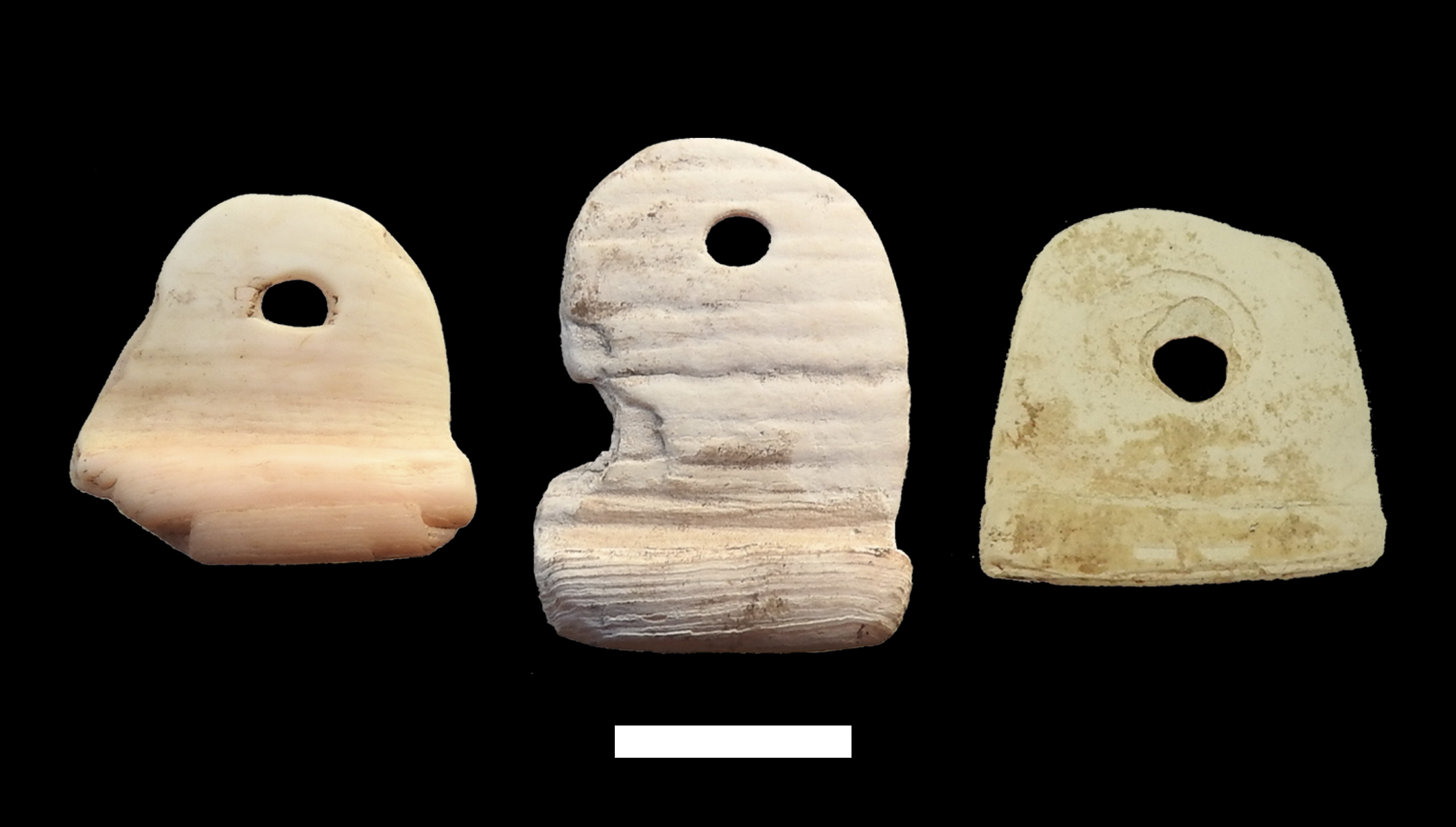
Ejemplo de pendientes hechos con Megalobulimus spp. recuperados en sitios de la Patagonia central. La barra blanca representa 1 cm.

Por otro lado, conchas enteras o artefactos elaborados sobre Megalobulimus se han encontrado en gran cantidad de sitios arqueológicos de Sudamérica, en donde son bastante comunes en su área natural de distribución. Por ejemplo, se han registrado muchas conchas del género  Megalobulimus en un conchero fluvial (llamados sambaqui en Brasil) en el sitio arqueológico de la cultura Capelinha del Holoceno temprano. Además. en el Holoceno temprano, en ocupaciones fechadas entre 11.000 y 9.000 años antes del presente en el sitio Inca Cueva 4 en la Puna de la provincia de Jujuy (Argentina), se han registrado artefactos de este género, destacándose que este sitio se ubica por fuera del área de distribución natural. A su vez, también otros antecedentes de importancia de la presencia de artefactos elaborados sobre Megalobulimus fuera del área de distribución natural se registran en contextos mortuorios en el norte de Chile, más específicamente en la región de Atacama,  y se le sindica como "indicador del intercambio de larga distancia, y que su función habría sido contener pigmentos colorantes"
1. ↑  Miller K. (1878). Malak. Bl. 25: 172.
2. ↑  Norma Campos Salgado & Arnaldo C. dos Santos Coelho. (2003). "Moluscos terrestres do Brasil (Gastrópodes operculados ou não, exclusive Veronicellidae, Milacidae e Limacidae)". Revista de Biología Tropical 51(Suppl. 3): 149-189. PDF Archivado el 4 de octubre de 2011 en Wayback Machine.. (with English abstract)
3. ↑  Ramírez, Rina; Borda, Víctor; Romero, Pedro; Ramirez, Jorge; Congrains, Carlos; Chirinos, Jenny; Ramírez, Pablo; Velásquez, Luz Elena et al. (2012-04). «Biodiversidad y endemismo de los caracoles terrestres Megalobulimus y Systrophia en la Amazonia occidental». Revista Peruana de Biología 19 (1): 59-74. ISSN 1727-9933. Consultado el 24 de agosto de 2021.
4. 1 2  Bequaert, J. C. (1948). «Monograph of the Strophocheilidae, a Neotropical family of terrestrial mollusks». Bulletin of the Museum of Comparative Zoology 100 (1): 1-210.
5. 1 2  Beltramino, Ariel Aníbal (2016). Estudios morfo-anatómicos y moleculares de Megalobulimus spp. (Gastropoda Pulmonata) en la Argentina, principalmente de la provincia de Misiones. Universidad Nacional de La Plata. Consultado el 24 de agosto de 2021.
6. ↑  Horn, A. C. M.; Achaval, A.; Zancan, D. M. (2005-08). «The annual reproductive cycle of the snail Megalobulimus abbreviatus (Bequaert, 1948) (Gastropoda, Pulmonata)». Brazilian Journal of Biology (en inglés) 65: 459-467. ISSN 1519-6984. doi:10.1590/S1519-69842005000300011. Consultado el 25 de agosto de 2021.
7. 1 2  Gordillo, Sandra (30 de septiembre de 2018). «El caracol gigante Megalobulimus lorentzianus: una especie biocultural de la Provincia de Córdoba». Revista de la Facultad de Ciencias Exactas, Físicas y Naturales 5 (2): 63-63. ISSN 2362-2539. Consultado el 24 de agosto de 2021.
8. ↑  Hilgert N. I. & Gil G. E. (2007). "Reproductive medicine in northwest Argentina: traditional and institutional systems". Journal of Ethnobiology and Ethnomedicine 3: 19. doi:10.1186/1746-4269-3-19.
9. ↑  Zubimendi, Mikel; Gordillo, Sandra (2022). «Relaciones extrarregionales en Patagonia. Discusión a partir del análisis de artefactos foráneos elaborados sobre el caracol terrestre Mtegalobulimus». Comechingonia. Revista de Arqueología 26 (1): 69-88. ISSN 2250-7728. doi:10.37603/2250.7728.v26.n1.33054. Consultado el 27 de mayo de 2022.
10. ↑  «El caracol terrestre Megalobulimus en contextos funerarios de San Pedro de Atacama (Chile) y su papel en el intercambio ritual circumpuneño (400-1400 dC)».
11. ↑  Eggers S., Parks M., Grupe G. & Reinhard K. J. (2011). "Paleoamerican Diet, Migration and Morphology in Brazil: Archaeological Complexity of the Earliest Americans". PLoS ONE 6(9): e23962. doi:10.1371/journal.pone.0023962.
12. ↑  Gordillo, Sandra; Aschero, Carlos (2020-12). «Entre las yungas y el mar: circulación de moluscos en cazadores-recolectores tempranos de la Puna, extremo austral de los Andes meridionales». Estudios atacameños (66): 301-318. ISSN 0718-1043. doi:10.22199/issn.0718-1043-2020-0049. Consultado el 24 de agosto de 2021.
13. ↑  C, Francisco Tellez (1997). «Sthrophocheilus oblongus Müll:: Restos de fauna malacológica tropical en contextos funerarios de San Pedro de Atacama; Norte de Chile (Informe Preliminar).». Estudios Atacameños (En línea) (14): 95-120. ISSN 0718-1043. doi:10.22199/S07181043.1997.0014.00008. Consultado el 31 de agosto de 2021.
14. ↑  Soto Rodríguez, Catalina (2015-12). «DISTRIBUCIÓN Y SIGNIFICADO DE LOS RESTOS MALACOLÓGICOS EN LA FASE TILOCALAR (3130-2380 AP), QUEBRADA TULAN (SALAR DE ATACAMA, NORTE DE CHILE)». Estudios atacameños (51): 53-75. ISSN 0718-1043. doi:10.4067/S0718-10432015000200005. Consultado el 31 de agosto de 2021.
15. ↑  Helena Horta Tricallotis,  Sandra Gordillo  y  Javier Yañez. «El caracol terrestre Megalobulimus en contextos funerarios de San Pedro de Atacama (Chile) y su papel en el intercambio ritual circumpuneño (400-1400 dC)». Consultado el 20 de junio de 2024.

.   También existen evidencias en el centro-norte de la Argentina, en donde se han empleado las conchas de varias especies de Megalobulimus para la elaboración de distintos tipos de objetos adorno-colgantes. Por su parte, en el norte de la Patagonia, en una publicación en la revista Atek Na sobre el sitio Aquihueco, se informó el registro de varias de cuentas de collar dispuestas en torno al cuello de un individuo juvenil datado en poco más de 4.100 años antes del presente. Incluso se los ha registrado en la región Patagónica, a distancias de hasta 2.000 km de su área de distribución natural.